# Taghit
Taghit (arab. ﺗﺎﻏﻴﺖ, fr. Tarhit) – miasto na Saharze w zachodniej Algierii, 50 km na południe od Baszszar.